# بيتر براتينغا
بيتر ديرك براتينغا (بالإنجليزية: Pieter Brattinga )‏ هو مصمم غرافيكي هولندي من مواليد 31 يناير 1931، في هيلفرسوم، وتوفي في يوليو 2004 في بارنيفيلد)، أصبح مدير التصميم في ستيندروكيريج دي جومغ وشركاه في مدينة هيلفرسوم التي ولد فيها في الفترة بين (1951 - 1974 م)، وفي الفترة بين (1960 - 1964 م) كان أستاذاً، ورئيساً في كلية الاتصالات البصرية في معهد برات في بروكلين، نيويورك، وتم ذكره في كتاب كتبه ديك دويجيس، واسمه: «تاريخ الملصق الهولندي 1890-1960» (1968).